# Gámiz-Fica
Gámiz-Fica (oficialmente en euskera: Gamiz-Fika) es un municipio de la provincia de Vizcaya, País Vasco (España).

## Geografía

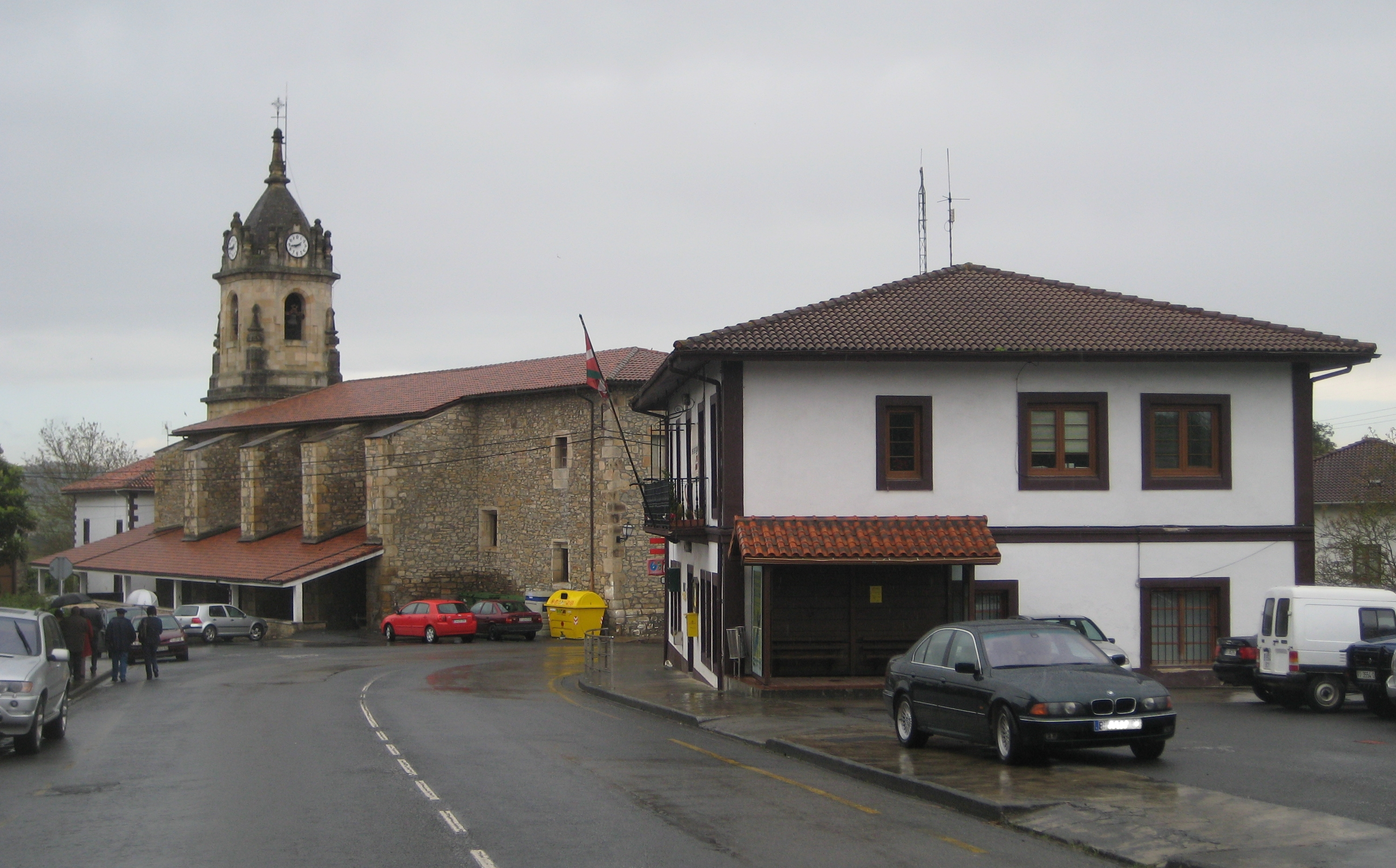
Iglesia y Ayuntamiento de Gámiz

El municipio se compone principalmente de dos núcleos: Gámiz o Ergoyen, donde está el ayuntamiento, y Fica o Elejalde, distantes unos 2 km.
Gámiz-Fica se encuentra a 55 metros sobre el nivel del mar. La parte central se extiende sobre una llanura bastante plana. El río Butrón atraviesa el municipio de norte a suroeste. Entre otros, los arroyos Laurika (Ugartelde, Otxorrote), Atxispe (Gibele, Aziloalde, Abaro), Kaperiaga (Descarga) y Anbieta alimentan el río Butrón a su paso por el municipio, formando amplios meandros hasta llegar a la ría de Plencia.
El municipio se encuentra al sur de la comarca de Mungialdea y tiene una superficie de 15,5 km². Abarca las llanuras del valle del río Butrón y se extiende hacia las montañas: la sierra de Berreaga (al otro lado, se conservan los valles de los ríos Zamudio y Asua), el monte Urrusti (340 m) y el monte Urkulu (371 m).
El bosque es muy extenso en todo el municipio. Aunque se han introducido numerosos pinos y eucaliptos, aún existen algunas zonas de robles, como las de Maddalenbaso y Montañaalde.

## Demografía
Gámiz-Fica cuenta con una población de 1381 habitantes (INE 2024).
| Gráfica de evolución demográfica de Gámiz-Fica entre 1930 y 2021 |
| |
| Población de derecho según los censos de población del INE Población de hecho según los censos de población del INEEn estos censos se denominaba Gámiz-Fica: 1940, 1950, 1960, 1970 y 1981 Entre el censo de 1930 y el anterior, aparece este municipio porque se fusionan los municipios 48517 (Fica) y 48519 (Gámiz) |

## Cultura

### Idioma
El dialecto local se encuentra dentro de la subdivisión vasco-occidental.
Con una población mayoritariamente vascoparlante, Gámiz-Fica se encuentra en uno de los núcleos de euskera más importantes de Vizcaya. Si bien no es miembro de la Mancomunidad de Municipios Vascófonos, cumple los requisitos para serlo. Los municipios con un porcentaje de vascoparlantes superior al 70 % se consideran vascoparlantes y pueden ser incluidos en la Mancomunidad de Municipios Vascófonos. Según datos de 2010, el 71,9 % de los hablantes de Gámiz-Fica son vascoparlantes y el 43,3 % utiliza el euskera de forma habitual.

### Patrimonio
El patrimonio arquitectónico más importante del municipio es su complejo de caseríos de gran calidad. Varios de ellos se conservan prácticamente intactos, como la casa del herrero Olagortako, construida en el siglo XVII.
En Gámiz se encuentra la glesia de San Andrés, el molino de Errotabarri (en funcionamiento desde 1795), las ruinas de la ermita de San Pedro de Atxispe y la torre de Ugarte. En Fica se encuentra la iglesia de San Martín.

## Administración y política
| Partido político                                              | 2023  | 2023  | 2023       | 2019  | 2019  | 2019       | 2015  | 2015  | 2015       | 2011  | 2011  | 2011       | 2007  | 2007  | 2007       |
| Partido político                                              | %     | Votos | Concejales | %     | Votos | Concejales | %     | Votos | Concejales | %     | Votos | Concejales | %     | Votos | Concejales |
| Euzko Alderdi Jeltzalea-Partido Nacionalista Vasco (EAJ-PNV)  | 50,81 | 404   | 5          | 56,31 | 468   | 5          | 51,20 | 404   | 5          | 36,88 | 305   | 3          | 61,50 | 345   | 7          |
| Euskal Herria Bildu (EH Bildu)-Bildu                          | 43,89 | 349   | 4          | 40,07 | 333   | 4          | 45,63 | 360   | 4          | 56,11 | 464   | 6          | —     | —     | —          |
| Partido Socialista de Euskadi-Euskadiko Ezkerra (PSE-EE PSOE) | 2,51  | 20    | 0          | 1,8   | 15    | 0          | 1,01  | 8     | 0          | 2,54  | 21    | 0          | 2,32  | 13    | 0          |
| Partido Popular del País Vasco (PP)                           | 1,13  | 9     | 0          | 0,84  | 7     | 0          | —     | —     | —          | 2,78  | 23    | 0          | 3,57  | 20    | 0          |
| Eusko Alkartasuna (EA)                                        | —     | —     | —          | —     | —     | —          | —     | —     | —          | —     | —     | —          | 24,06 | 135   | 2          |
| Ezker Batua-Berdeak (EB-B)-Aralar                             | —     | —     | —          | —     | —     | —          | —     | —     | —          | —     | —     | —          | 4,63  | 26    | 0          |